# Hippotion rosetta
Espèce
Hippotion rosetta est une espèce de lépidoptères de la famille des Sphingidae, de la sous-famille des Macroglossinae, de la tribu des Macroglossini et du genre Hippotion. 

## Description

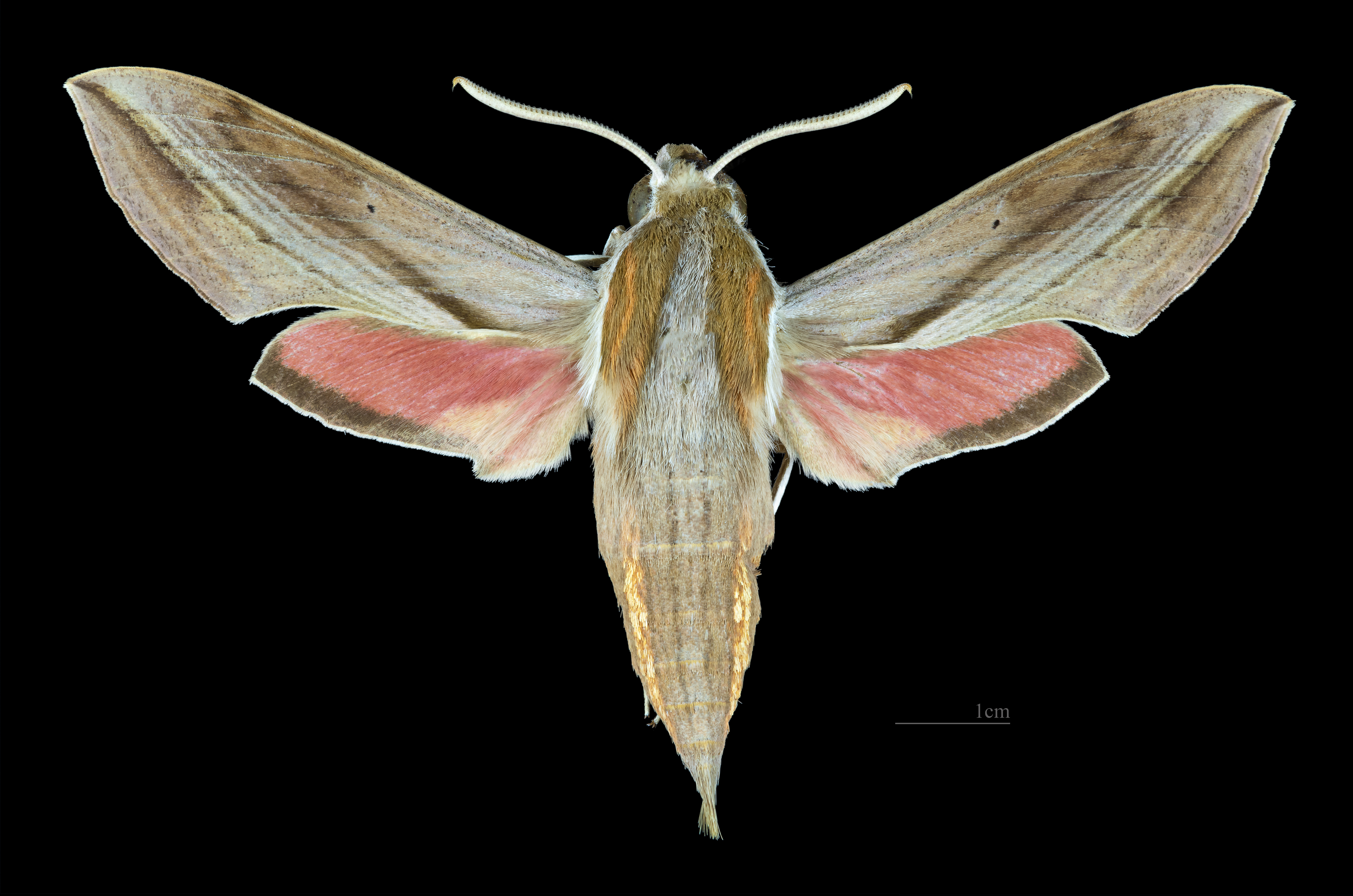
Apers du mâle (coll.MHNT)
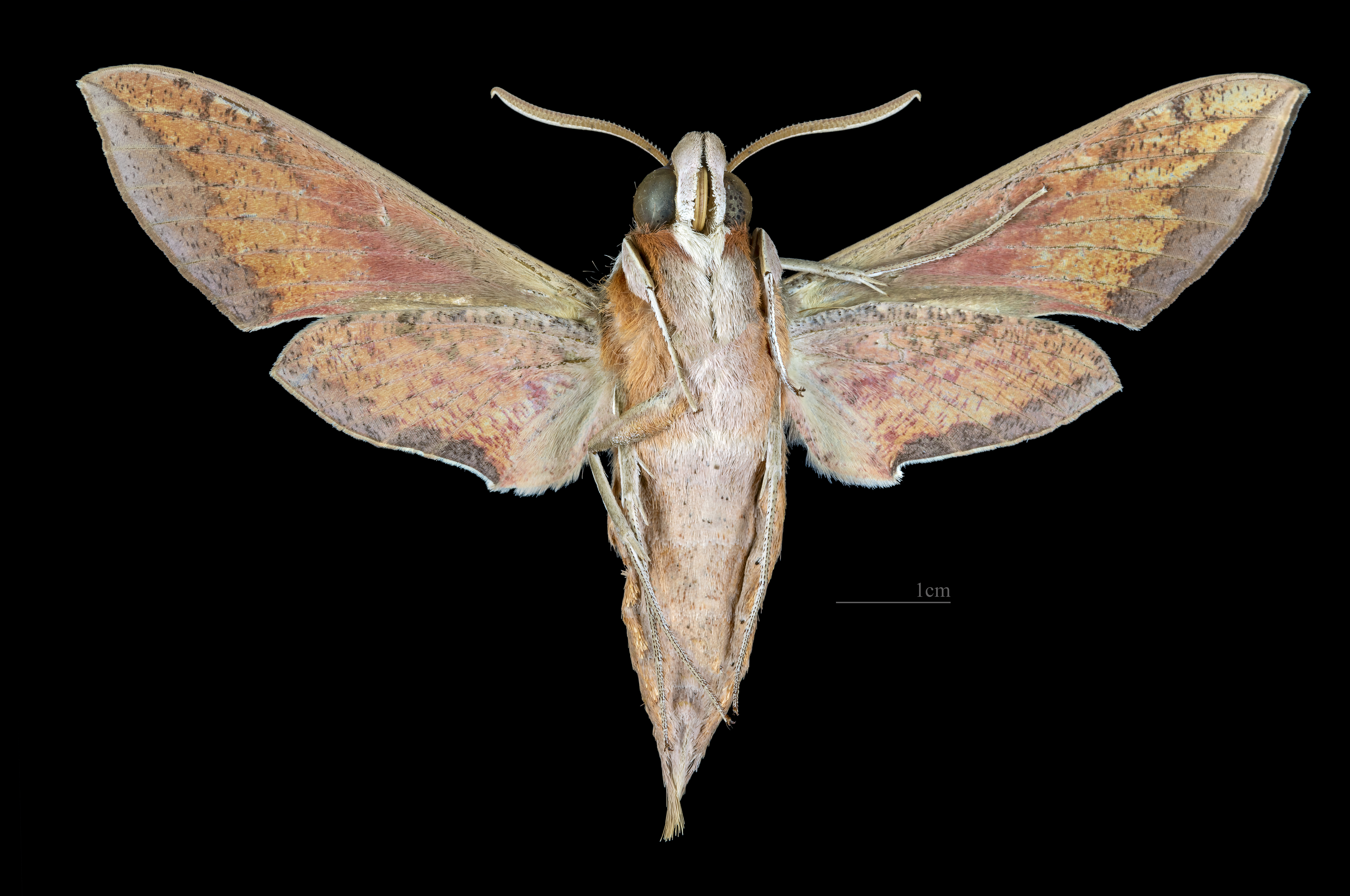
Revers du mâle (coll.MHNT)
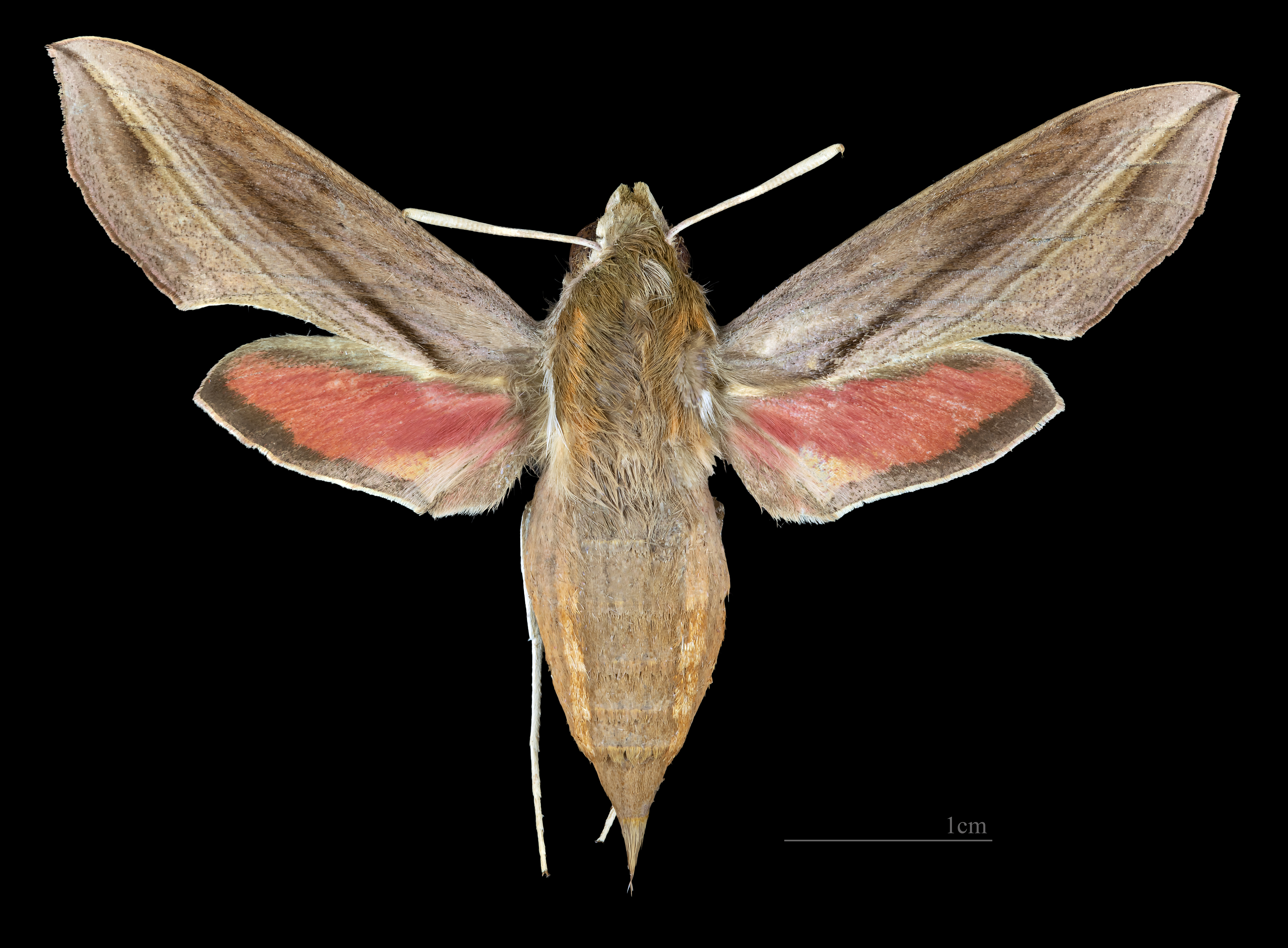
Apers de la femelle (coll.MHNT)
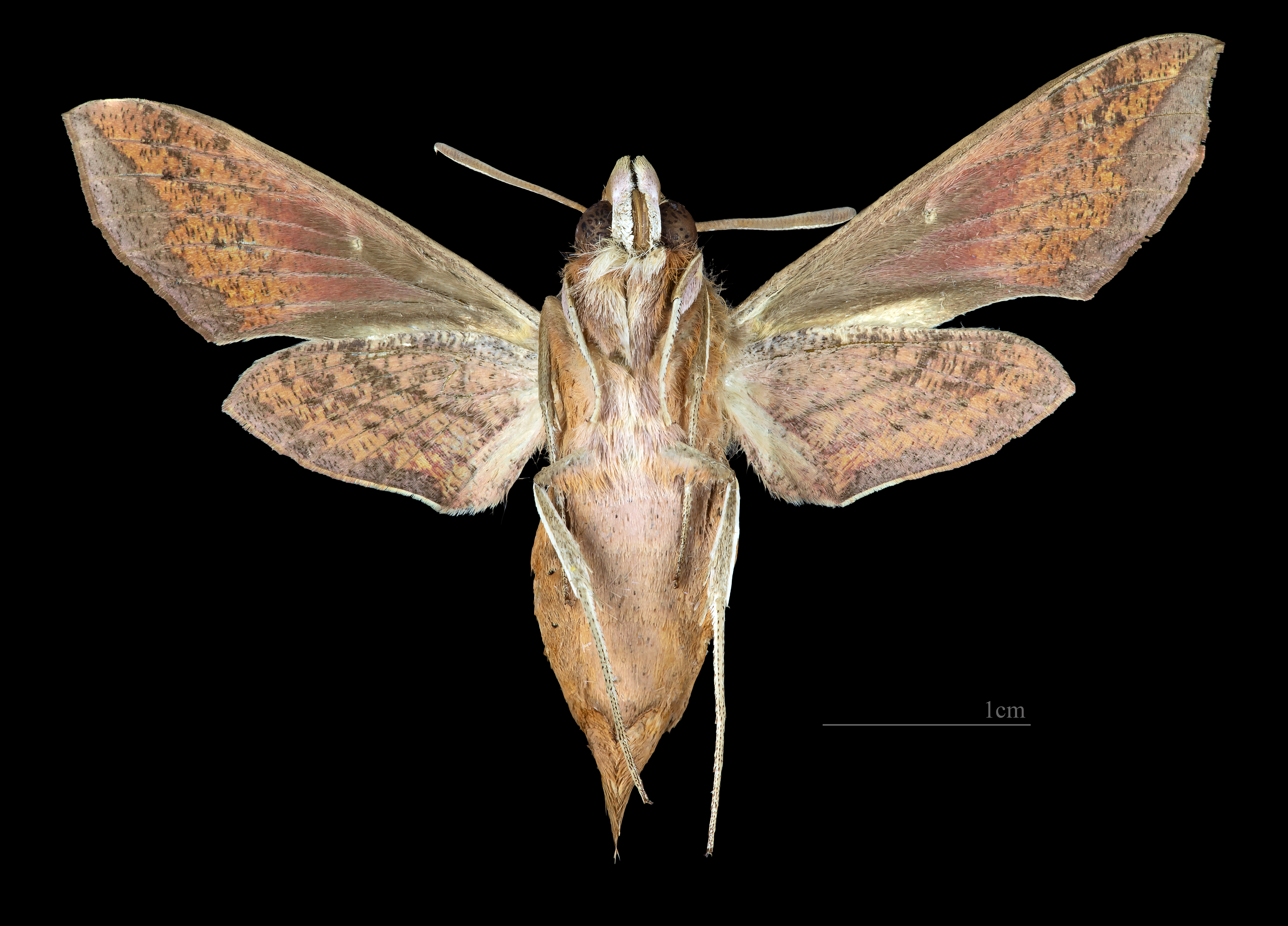
Revers de la femelle (coll.MHNT)

## Répartition et habitat
Répartition
L'espèce est connue du sud du Pakistan à l'Inde et au Sri Lanka. À l'est, en Thaïlande, dans le sud de la Chine et à Taiwan. Vers le sud, du Japon (l'archipel Ryukyu) et aux Philippines, puis vers le sud à travers l'Asie du sud-est aux îles Andaman, dans l'est en Indonésie, les îles Salomon et le détroit de Torres en Nouvelle-Guinée .

## Biologie et écologie
Il y a plusieurs générations par an à Hong Kong, avec des imagos de mars à novembre, avec des pics à la fin mars, mai et début octobre.
Des chenilles ont été observées sur les espèces du genre Borreria, mias aussi Morinda citrifolia et Morinda umbellata, ainsi que sur Pentas lanceolata.

## Systématique
L'espèce Hippotion rosetta a été décrite  par le naturaliste britannique Charles Swinhoe en 1892, sous le nom initial de Choerocampa rosetta.

### Synonymie
- Choerocampa rosetta Swinhoe, 1892 protonyme.
- Hippotion depictum Dupont, 1941